# Королевство Египет
Короле́вство Еги́пет (араб. المملكة المصرية‎) — формально суверенное государство, находившееся в геополитической зависимости от Великобритании и существовавшее в период с 1922 по 1953 год. Великобритания предоставила Султанату Египту свободу от своей «протекции», осуществлявшейся с 1914 года, и от своей оккупации, осуществлявшейся с 1882 года, когда британские войска вторглись в Османскую империю для укрепления режима хедива и для ослабления турецкого национализма. Хедиват и султанат номинально оставались частью Османской империи. В 1914 году из-за объявления войны Османской империей Великобритания односторонне объявила Египет своим протекторатом и англичане свергли оставшегося верным Стамбулу хедива, заменив его другим членом его семьи, Хусейном Камилем, который был назначен султаном Египта. С окончанием «протекции» в 1922 году его преемник султан Фуад I стал первым королём нового владения. Ему наследовал сын Фарук I в 1936 году. В 1953 году монархия была официально упразднена и была создана Республика Египет.

## История

### Предыстория
В 1914 году хедив Аббас II встал на сторону Османской империи и центральных держав в Первой мировой войне, и был быстро свергнут англичанами в пользу его дяди Хусейна Камиля. Османская власть над Египтом, которая была не более чем юридической фикцией с 1805 года, теперь была односторонне прекращена, Хусейн Камиль был объявлен отдельным султаном Египта, и султанат стал британским протекторатом. Со стороны Османской империи признания независимости Египта не последовало вплоть до её распада.

### Последствия Первой мировой войны
В Парижской мирной конференции 1919 года приняла участие группа, известная как Вафд (буквально «делегация»), чтобы потребовать независимости Египта. В группу входил политический лидер, Саад Заглул, который впоследствии стал премьер-министром Египта. Когда группа была арестована и депортирована на остров Мальта, в Египте произошла революция 1919 года.
С марта по апрель 1919 года шли массовые демонстрации и забастовки по всему Египту, ненасильственные акции гражданского неповиновения в поддержку политических лидеров либерально-националистической партии Вафд. Британские репрессии привели к гибели около 800 человек. В ноябре 1919 года комиссия во главе с Альфредом Милнером была послана в Египет, чтобы попытаться урегулировать ситуацию. В 1920 году лорд Милнер представил свой доклад британскому министру иностранных дел лорду Керзону, и рекомендовал заменить протекцию договором о союзе.
В результате Керзон согласился принять египетскую миссию во главе с Заглулом и Адли-Пашой для обсуждения. Миссия прибыла в Лондон в июне 1920 года, и в августе 1920 года договор был заключён. В феврале 1921 года британский парламент одобрил соглашение, и Египет попросили прислать ещё одну миссию в Лондон с полномочиями заключить окончательный договор. Адли-Паша возглавил эту миссию, которая прибыла в июне 1921 года. Тем не менее, делегаты на конференции в 1921 году подчеркнули важность сохранения контроля над зоной Суэцкого канала, и Керзон не смог убедить Кабинет согласиться на любые условия, которые Адли-Паша был готов принять. Миссия вернулась в Египет.
В декабре 1921 года британские власти в Каире ввели военное положение и вновь депортировали Заглула. Демонстрации вновь привели к насилию. С ростом националистических настроений и по предложению Верховного комиссара лорда Алленби Великобритания признала формальную независимость Египта в 1922 году, отменила протекторат и преобразовала Султанат Египет в Египетское королевство и преемник султана Хусейна Камиля султан Фуад I сменил титул султана на титул ма́лика (в европейских странах предпочитали называть и до настоящего времени называют маликов «королями» для понимания важности титула). Сарват-Паша стал премьер-министром.
Великобритания, однако, продолжала доминировать в политической жизни Египта и требовала проведения финансовой, административной и правительственной реформ. Великобритания сохранила полный контроль над зоной Суэцкого канала, Суданом и обороной Египта. Британская оккупация и вмешательство в дела Египта сохранились.
Представляя партию Вафд, Заглул был избран премьер-министром в 1924 году. Он потребовал, чтобы Великобритания признала египетскую власть над Суданом и единство долины Нила. 19 ноября 1924 года британский генерал-губернатор Судана сэр Ли Стэк был убит в Каире, и проегипетские беспорядки вспыхнули в Судане. Британцы потребовали заплатить штраф, принести извинения и вывести войска из Судана. Заглул согласился на первое, но не на второе, и подал в отставку.

### Трудности в обретении Египтом независимости от Великобритании
Особую озабоченность в Египте вызывали британские усилия, направленные на то, чтобы лишить Египет прав на управление Суданом. Правительство Египта, в свою очередь, подчеркивало, что король Фуад I и его сын Фарук I являются «королями Египта и Судана». Хотя британцы провозгласили Судан англо-египетским кондоминиумом, территория, официально находящаяся под совместным британско-египетским управлением, была совместной скорее формально, чем на деле. Такое положение постоянно отвергалось египтянами — как правительством, так и общественностью в целом,— которые настаивали на «единстве долины Нила». Спор и вражда между Египтом и Великобританией продолжалась и после объявления Египта республикой: до провозглашения независимости Судана в 1956 году.
- 1922—1923 — раскопки британцами гробницы Тутанхамона.
- 1923 — введение конституции, предусматривавшей деятельность парламента.
- 1924 — победа на выборах партии «Вафд», лидер которой Саад Заглул стал премьер-министром и находился на этом посту с 26 января до 24 ноября того же года.
- Март 1928 — основание в Исмаилии учителем Хасаном эль-Банной религиозно-политической ассоциации «Братья-мусульмане». В дальнейшем ассоциация имела отделения в Сирии, Палестине, Ираке.

Правление Фуада I было ознаменовано противостоянием с партией Вафд, требовавшей полной, а не формальной независимости Египта. В 1930 году, пытаясь упрочить свою власть, Фуад I отменил конституцию 1923 года, заменив её новой, в которой парламенту отводилась только консультативная роль, однако, в связи с широким общественным протестом он был вынужден вернуть прежнюю конституцию через 5 лет.
- Май 1936 года — парламентские выборы, проведённые премьер-министром Али Махиром, на которых победила партия «Вафд». Премьер-министром стал её лидер Мустафа эн-Наххас.
- 1936 — англо-египетский договор, согласно которому Египет становился полностью независимым государством, однако британские войска оставались в зоне Суэцкого канала ещё на 20 лет до 1956 года (в 1956 году договор должен был быть пересмотрен или мог быть продлён).

Сразу после начала самостоятельного правления 17-летний король Фарук I вступил в противостояние с популярной и влиятельной националистической партией «Вафд» и её лидером премьер-министром Мустафой эн-Наххасом.
В декабре 1937 года Фарук I сместил эн-Наххаса и назначил новое правительство. Последующие парламентские выборы в апреле 1938 года «Вафд» бойкотировал.

### Вторая мировая войнаи после
В начале правления Фарук вёл пробританскую политику: хотя Египет в 1922 году получил формальную независимость от Великобритании, последняя по-прежнему оказывала очень большое влияние на политическую и экономическую жизнь страны, которая де-факто являлась «марионеточным государством». Такое положение дел было де-юре закреплено англо-египетским договором 1936 года, превращавшим Египет в британскую военную базу. Во время Второй мировой войны британские войска использовали Египет в качестве базы для операций союзников в регионе.
Тем не менее, к началу Второй мировой войны король и его премьер-министр Али Махир больше симпатизировали странам Оси. 18 августа 1939 года Али Махир по поручению короля сформировал так называемый «дворцовый кабинет», не имея ни своей партии, ни одного представителя в парламенте.
Несмотря на это, 1 сентября 1939 года, в начале Второй мировой войны, Махир, исполняя англо-египетский договор 1936 года, разорвал дипломатические отношения с Германией, взял на себя функции военного губернатора Египта. Однако Египет не объявил войны Германии, и его вооружённые силы не входили в состав армий антигитлеровской коалиции. Начальник генерального штаба египетской армии генерал Азиз эль-Масри (будущий посол Египта в СССР) отказался предоставить британскому командованию египетскую истребительную авиацию и войска для участия в операциях в египетском оазисе Сиве. Когда выяснилось, что Масри передал итальянскому вражескому командованию британский план обороны Западной пустыни, Великобритания потребовала его смещения, но Махир лишь отправил генерала в бессрочный отпуск.
После того как 10 июня 1940 года в мировую войну вступила Италия, Махир затянул решение вопроса об итальянских подданных в Египте, отказался разорвать дипломатические отношения с Италией и 28 июня был вынужден подать в отставку, уступив место коалиционному правительству Хасана Сабри, просуществовавшему менее полугода.
После министерского кризиса в феврале 1942 года, в связи с важным стратегическим положением Египта в Североафриканской кампании британское правительство через своего посла в Египте, сэра Майлса Лэмпсона, настояло, чтобы малик Фарук сместил премьер-министра Хусейна Серри-пашу и назначил правительство на основе «Вафда». Однако когда Фарук неожиданно отказался вернуть во главу правительства эн-Наххаса, смещённого им в 1937 г., в ночь на 4 февраля 1942 года британские войска и танки окружили дворец Абдин в Каире и посол Лэмпсон предъявил Фаруку ультиматум: или назначение устраивающего Великобританию правительства «Вафда», или отречение от престола.
Фарук уступил, и эн-Наххас вскоре после этого сформировал правительство.
Однако Египет объявил войну странам Оси только в 1945 году, уже после того, как в 1944 году Фаруку удалось снова сместить Мустафу Наххаса.
Тем не менее, унижения, нанесённые королю Фаруку, действия «Вафда», направленные на сотрудничество с британцами для их прихода к власти, снизили поддержку пробританских сил и «Вафда» как среди гражданского населения, так и, что более важно, среди египетских военных.
Националистические антибританские чувства продолжали расти и после войны.
- 22 марта 1945 года в Каире представители шести независимых арабских государств создали Лигу арабских государств.
- Британские войска были выведены в район Суэцкого канала в 1947 году
- 1948 — Арабо-израильская война (1947—1949). Поражение Египта.
- 15 октября 1951 года — парламент Египта утвердил закон о расторжении англо-египетского договора 1936 года и англо-египетского соглашения 1899 года по Судану. Три года спустя, в 1954 г., Великобритания согласилась вывести свои войска из зоны Суэцкого канала. Вывод был завершён к июлю 1956 года. Вывод британских войск в дальнейшем рассматривался как право на полную независимость Египта.

### Первые шаги Июльской революции (1952)
Конец правления короля Фарука характеризовался всё большим и большим националистическим недовольством британской оккупацией, королевской коррупцией и некомпетентностью власти, катастрофическими результатами арабо-израильской войны 1948 года. Все эти факторы окончательно подорвали позиции королевского режима Фарука и создали повод для революции.
- 22—23 июля 1952 — Движение свободных офицеров во главе с Мохаммедом Нагибом и Гамалем Абдель Насером свергло короля Фарука, которого военные обвинили в провале войны с Израилем в 1948 году, тем самым начав Июльскую революцию 1952 года.

Фарук был вынужден отречься от престола в пользу своего малолетнего сына Ахмеда Фуада, который стал королём Фуадом II, а управление страной перешло к Движению свободных офицеров.
Напрасные ожидания немедленных реформ привели к бунтам рабочих в Кафр-Даваре 12 августа 1952 года, в результате чего было вынесено два смертных приговора суда.
Королевское правление младенца, чисто юридическая фикция, длилось меньше года. После короткого эксперимента с временным правлением Движение свободных офицеров отменило конституцию 1923 года, официально упразднило монархию и объявило Египет республикой 18 июня 1953 года, завершив историю правления 150-летней династии Мухаммеда Али.
Насер превратился в яркого лидера не только Египта, но и арабского мира, продвигая и реализуя идею «арабского социализма».